# Чехословакия на летних Олимпийских играх 1924
Чехословакия принимала участие в Летних Олимпийских играх 1924 года в Париже (Франция) во второй раз за свою историю, и завоевала одну золотую, четыре серебряных и пять бронзовых медалей.
| Медали  | Спортсмены          | Вид спорта            | Дисциплина                      | Результат |
| ------- | ------------------- | --------------------- | ------------------------------- | --------- |
| Золото  | Бедржих Шупчик      | Спортивная гимнастика | Лазание по канату (мужчины)     | 7,2 с     |
| Серебро | Ян Коутный          | Спортивная гимнастика | Опорный прыжок (мужчины)        | 9,97      |
| Серебро | Роберт Пражак       | Спортивная гимнастика | Абсолютное первенство (мужчины) | 110,323   |
| Серебро | Роберт Пражак       | Спортивная гимнастика | Кольца (мужчины)                | 21,483    |
| Серебро | Роберт Пражак       | Спортивная гимнастика | Параллельные брусья (мужчины)   | 21,61     |
| Бронза  | Богумил Дурдис      | Тяжёлая атлетика      | мужчины, до 67,5 кг             | 425 кг    |
| Бронза  | Богумил Моржковский | Спортивная гимнастика | Опорный прыжок (мужчины)        | 9,93      |
| Бронза  | Бедржих Шупчик      | Спортивная гимнастика | Абсолютное первенство (мужчины) | 106,930   |
| Бронза  | Ладислав Ваха       | Спортивная гимнастика | Кольца (мужчины)                | 21,430    |
| Бронза  | Ладислав Ваха       | Спортивная гимнастика | Лазание по канату (мужчины)     | 7,8 с     |